# Finala UEFA Europa League 2011
Finala Europa League 2011 s-a jucat pe Aviva Stadium în Dublin, Irlanda, în mai 2011. Datorită normelor UEFA împotriva sponsorizării corporative în afara federației, stadionul va fi denumit „Dublin Arena” pentru finală.
Locația meciului a fost stabilită pe 29 ianuarie 2009, dintr-o listă scurtă, fie Stadionul Emirates, fie Stadionul Aviva. Când Stadionul Wembley a fost anunțat ca fiind gazda finalei Champions League în 2011, Emirates a devenit ineligibil deoarece aceeași națiune nu poate găzdui cele două turnee în același an.
Câștigătorii au jucat împotriva câștigătorilor Finalei Ligii Campionilor 2011 în Supercupa Europei 2011.

## Drumul spre finală
| Echipa      | MJ | V | E | Î | GM | GA | DG  | Pct |
| ----------- | -- | - | - | - | -- | -- | --- | --- |
| Porto       | 6  | 5 | 1 | 0 | 14 | 4  | +10 | 16  |
| Beșiktaș    | 6  | 4 | 1 | 1 | 9  | 6  | +3  | 13  |
| Rapid Viena | 6  | 1 | 0 | 5 | 5  | 12 | −7  | 3   |
| CSKA Sofia  | 6  | 1 | 0 | 5 | 4  | 10 | −6  | 3   |

| Echipa         | MJ | V | E | Î | GM | GA | DG  | Pct |
| -------------- | -- | - | - | - | -- | -- | --- | --- |
| Șahtior Donețk | 6  | 5 | 0 | 1 | 12 | 6  | +6  | 15  |
| Arsenal        | 6  | 4 | 0 | 2 | 18 | 7  | +11 | 12  |
| Braga          | 6  | 3 | 0 | 3 | 5  | 11 | −6  | 9   |
| Partizan       | 6  | 0 | 0 | 6 | 2  | 13 | −11 | 0   |

## Meci

### Detalii
| Porto      | 1 - 0  | Braga |
| ---------- | ------ | ----- |
| Falcao 44' | Report |       |

| Porto | Braga |

| PORTO:            |    |                    |       |     |
|                   |    |                    |       |     |
| P                 | 1  | Helton (c)         | 90'   |     |
| F                 | 21 | Cristian Săpunaru  | 49'   |     |
| F                 | 14 | Rolando            | 90+3' |     |
| F                 | 30 | Nicolás Otamendi   |       |     |
| F                 | 5  | Álvaro Pereira     |       |     |
| M                 | 25 | Fernando           |       |     |
| M                 | 6  | Fredy Guarín       |       | 73' |
| M                 | 8  | João Moutinho      |       |     |
| M                 | 12 | Hulk               |       |     |
| M                 | 17 | Silvestre Varela   |       | 79' |
| A                 | 9  | Radamel Falcao     |       |     |
| Rezerve:          |    |                    |       |     |
| P                 | 24 | Beto               |       |     |
| F                 | 4  | Maicon             |       |     |
| M                 | 7  | Fernando Belluschi |       | 73' |
| A                 | 18 | Walter             |       |     |
| A                 | 19 | James Rodríguez    |       | 79' |
| M                 | 23 | Josef Souza        |       |     |
| M                 | 28 | Rúben Micael       |       |     |
| Antrenor:         |    |                    |       |     |
| André Villas-Boas |    |                    |       |     |

| BRAGA:             |    |                   |     |     |
|                    |    |                   |     |     |
| P                  | 1  | Artur Moraes      |     |     |
| F                  | 15 | Miguel Garcia     | 55' |     |
| F                  | 3  | Paulão            |     |     |
| F                  | 2  | Alberto Rodríguez |     | 46' |
| F                  | 28 | Sílvio            | 30' |     |
| M                  | 27 | Custódio          |     |     |
| M                  | 88 | Vandinho (c)      |     |     |
| M                  | 45 | Hugo Viana        | 24' | 46' |
| M                  | 30 | Alan              |     |     |
| M                  | 9  | Paulo César       |     |     |
| A                  | 18 | Lima              |     | 66' |
| Rezerve:           |    |                   |     |     |
| P                  | 42 | Cristiano         |     |     |
| F                  | 4  | Kaká              | 80' | 46' |
| M                  | 8  | Mossoró           | 59' | 46' |
| A                  | 10 | Hélder Barbosa    |     |     |
| A                  | 19 | Albert Meyong     |     | 66' |
| F                  | 20 | Elderson          |     |     |
| M                  | 25 | Leandro Salino    |     |     |
| Antrenor:          |    |                   |     |     |
| Domingos Paciência |    |                   |     |     |

| Omul meciului: Radamel Falcao (Porto) Arbitrii asistenți: Roberto Alonso Fernández (tușă) Jesús Calvo Guadamuro (tușă) Carlos Clos Gómez (linia porții) Antonio Rubinos Pérez (linia porții) Al patrulea oficial: David Fernández Borbolán Arbitrul de rezervă: Juan Carlos Yuste Jiménez |

## Statistică
|                   | Porto | Braga |
| ----------------- | ----- | ----- |
| Goluri marcate    | 1     | 0     |
| Total șuturi      | 5     | 5     |
| Șuturi pe poartă  | 1     | 1     |
| Posesia balonului | 58%   | 42%   |
| Cornere           | 3     | 0     |
| Faulturi comise   | 11    | 10    |
| Offside-uri       | 3     | 1     |
| Cartonașe galbene | 0     | 2     |
| Cartonașe roșii   | 0     | 0     |

|                   | Porto | Braga |
| ----------------- | ----- | ----- |
| Goluri marcate    | 0     | 0     |
| Total șuturi      | 3     | 4     |
| Șuturi pe poartă  | 0     | 2     |
| Posesia balonului | 50%   | 50%   |
| Cornere           | 4     | 3     |
| Faulturi comise   | 12    | 9     |
| Offside-uri       | 1     | 5     |
| Cartonașe galbene | 3     | 3     |
| Cartonașe roșii   | 0     | 0     |

|                   | Porto | Braga |
| ----------------- | ----- | ----- |
| Goluri marcate    | 1     | 0     |
| Total șuturi      | 8     | 9     |
| Șuturi pe poartă  | 1     | 3     |
| Posesia balonului | 55%   | 45%   |
| Cornere           | 7     | 3     |
| Faulturi comise   | 23    | 19    |
| Offside-uri       | 4     | 6     |
| Cartonașe galbene | 3     | 5     |
| Cartonașe roșii   | 0     | 0     |